# Frun från havet

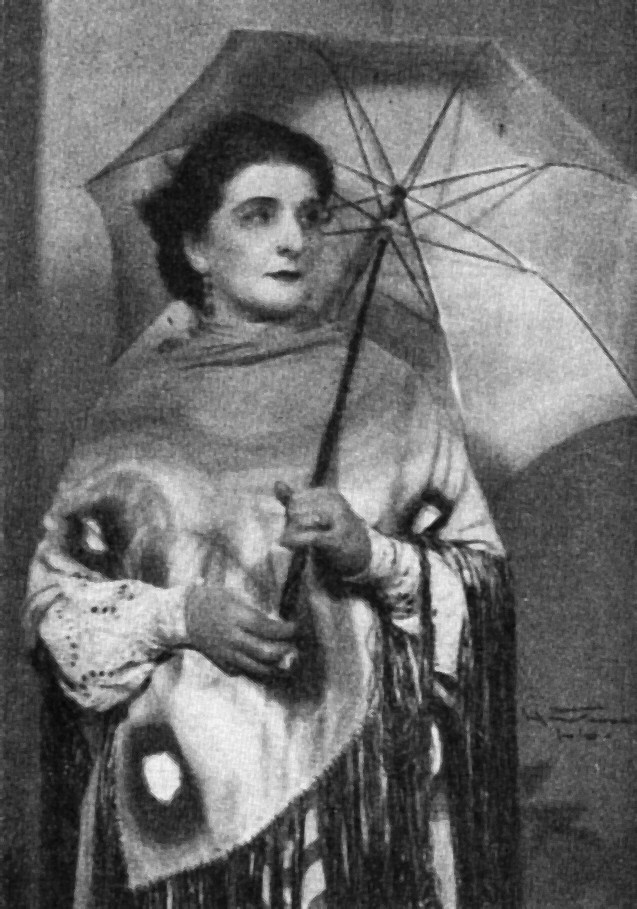
Agnes Mowinckel som Ellida i Fruen fra havet, 1928.

Frun från havet (norska: Fruen fra havet) är ett skådespel av Henrik Ibsen från 1888. Det hade urpremiär på Christiania Theater och Hoftheater Weimar den 12 februari 1889.
Pjäsens centrala handling kretsar omkring fyrvaktardottern Ellida Wangel, uppvuxen vid havet, som gifter sig med en läkare och änkling långt in i en norsk fjord, där hon vantrivs. Hon drömmer om Den främmande, en sjöman som hon förlovade sig med i sin ungdom, och om havets fria vidder.

## Handling

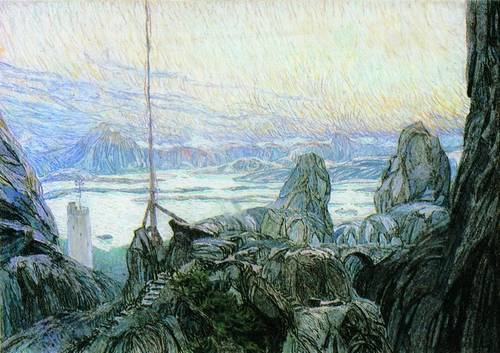
Scenografi av Aleksandr Golovin, 1905.

Ellida Wangel är dotter till en fyrvaktare, och har vuxit upp vid havets fria vidder. Hon är sedan fem–sex år tillbaka gift med doktor Wangel, en läkare i en småstad långt inne i en fjord på Norges västkust. Han har två döttrar från sitt första äktenskap, Bolette och Hilde. När hans första fru dog gifte han om sig med Ellida, som är mycket yngre än han. De fick för några år sedan ett barn tillsammans som dog i späd ålder. Efter den tiden har de inte haft ett riktigt äktenskap eller sexualliv, och läkaren är bekymrad över Ellidas mentala hälsa. Hon känner sig instängd och har svårt att anpassa sig till makens livsföring och känslan av att inte passa in i det kvävande småstadslivet och läkarfamiljen. Hon kallas av ortsbefolkningen nedsättande för "frun från havet", eftersom hon ständigt badar och längtar ut till havet.
Doktor Wangel har skrivit till Bolettes tidigare huslärare Arnholm och uppmanat honom att komma och besöka dem, eftersom han tror att hans närvaro kommer att ha en gynnsam effekt på Ellida. Men Arnholm missförstår och tror att det är den giftasvuxna Bolette som går och väntar på honom, och han försöker locka henne till sig med möjligheten att få komma ut och se världen som bete. När Bolette inser att Arnholms verkliga önskan är att gifta sig med henne vägrar hon först, men mot slutet av pjäsen går hon motvilligt med på ett äktenskap med sin gamla lärare, för att hon ser det som sin enda chans att komma ut och lära sig saker på andra sätt än genom böcker.
Ellida var för tio år sedan förlovad med en sjöman. Efter att ha begått ett mord på ett fartygskapten tvingades han fly, men han bad henne att vänta på honom tills han kom tillbaka för att hämta henne. Ellida försökte förgäves att häva förlovningen, men eftersom hon kände att hon svor vid havet på att gifta sig med Den främmande, kan hon inte få honom ur tankarna. Den främmande har en besynnerlig makt över henne, och när han nu efter alla dessa år kommer tillbaka för att ta henne med sig, förstår Wangel att han måste ge Ellida ett fritt val mellan att stanna hos honom eller att resa med Den främmande. När hon väl fått sin frihet av maken väljer hon att stanna hos honom, och pjäsen slutar med att Den främmande seglar bort, medan Ellida och Wangel inleder sitt nya liv tillsammans.

## Rollista
- DOKTOR WANGEL, distriktsläkare
- FRU ELLIDA WANGEL, hans andra hustru
- BOLETTE, Wangels dotter i första äktenskapet
- HILDE, halvvuxen, Wangels dotter i första äktenskapet
- ÖVERLÄRARE ARNHOLM
- LYNGSTRAND
- BALLESTED
- EN FRÄMMANDE MAN
- UNGA MÄNNISKOR FRÅN STADEN
- TURISTER
- SOMMARGÄSTER

## Bakgrund

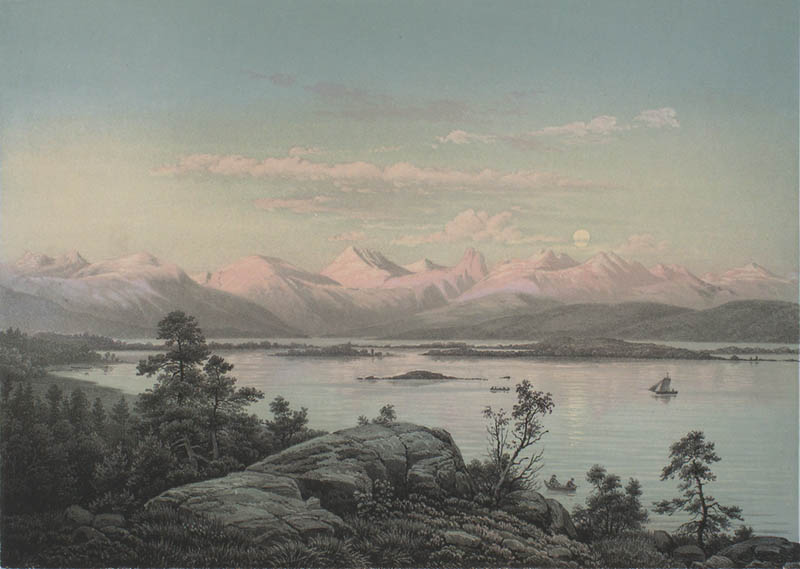
Parti av Moldefjorden, tecknad av Georg Saal 1848.

Ibsen hade under slutet av 1880-talet alltmer kommit bort från det problemdebatterande och politiska i sin dramatik, och i stället börjat intressera sig för de psykologiska relationerna mellan människor. Detta märks redan i Rosmersholm (1886), där det politiska är underordnat det psykologiska, och i Frun från havet finns inte mycket kvar av politiken. I stället är dramat något av en studie i hypnos och suggestion, ämnen som var på modet i Europa under andra halvan av 1880-talet.
Ellida påminner i mycket om Dina Dorf i Samfundets støtter (1877), som bryter med adjunkten hon är förlovad med för att resa till Amerika med en ung norsk-amerikan. Pjäsen hade också en personlig bakgrund. Ibsen hade i sin ungdom förlovat sig med Rikke Holst i Bergen på samma sätt som Ellida och Den främmande, genom att binda ihop sina ringar och kasta dem i havet. Av ungdomsförlovningen blev inget, men Ibsen hade några år innan Frun från havet åter träffat Rikke, som var gift med en affärsman och hade många barn, och mötet påverkade honom att skriva pjäsen. Ellida fick också drag från Ibsens svärmor, Magdalene Thoresen, en sensuell, havsbunden kvinna.
Dramats miljö påminner om trakterna kring Molde i Romsdal, där Ibsen hade vistats vid ett Norgebesök under sin exil. Sommaren 1887 bodde han i den nordjyska kuststaden Sæby, där han också påverkades av havets suggestion.

## Uppsättningshistorik
Frun från havet hade urpremiär den 12 februari 1889 på Christiania Theater och Hoftheater Weimar. I den norska uppsättningen spelades Ellida av Laura Gundersen, Wangel av hennes make Sigvard Gundersen och Den främmande av Arnoldus Reimers. Överlärare Arnholm spelades av Olaf Hansson och Bolette av Constance Bruun, och de senares samspel sågs som föreställningens höjdpunkt.
Den 22 februari hade pjäsen premiär i Helsingfors, med Ida Aalberg i huvudrollen. Den fick ingen större framgång, ej heller på Det Kongelige Teater i Köpenhamn. I mars gick Die Frau vom Meere upp på Schauspielhaus i Berlin, där den fick ett gott mottagande. 1891 gjorde The Lady from the Sea fiasko i London, och 1892 fick La dame de la mêr ett blandat mottagande i Paris. I Italien gick La donna del mare mycket bra, och Ellida blev en favoritroll för Eleonora Duse. Även Marta Abba gjorde stor lycka i rollen, och dramat har influerat den italienske dramatikern Luigi Pirandello.
Svensk premiär fick Frun från havet på Dramaten på våren 1889, utan någon större framgång. Olga Björkegren-Fåhræus spelade titelrollen mot Axel Elmlund som Wangel, Albion Örtengren som Den främmande, Emil Hillberg som Arnborg och August Palme som Lyngstrand.

## Filmatiseringar
Pjäsen har filmatiserats flera gånger, första gången i USA 1911. 1979 kom en TV-film i regi av Per Bronken med Liv Ullmann och Finn Kvalem i huvudrollerna som paret Wangel och Thommy Berggren som Den främmande.
Nedan följer ett urval av filmatiseringar:
- The Lady from the Sea (USA 1911). Regi Lucius Henderson, Marguerite Snow i titelrollen.[8]
- La donna del mare (Italien 1922). Regi Nino Valentini.[9]
- The Lady from the Sea ("BBC Sunday-Night Theatre", Storbritannien 1953).[10]
- La dama del mar (Italien 1954). Regi Mario Soffici.[11]
- The Lady from the Sea (Storbritannien 1974). Regi Basil Coleman, Eileen Atkins i titelrollen.[12]
- Fruen fra havet (Norge 1979). Regi Per Bronken, Liv Ullmann i titelrollen.[7]
- La dama del mar ("Cicle Ibsen", Spanien 1984). Regi Roger Justafré.[13]
- A Dama do Mar (Portugal 1993).[14]

## Senare nyversioner
En balett över stycket, Kvinnan vid havet, av Birgit Cullberg med musik av Knudåge Riisager hade urpremiär på Metropolitan 1960, och uppfördes även i Bergen samma år. Hösten 1963 visades en TV-produktion av baletten på Sveriges Television.
1999 publicerades en pjäs av den amerikanska författaren Susan Sontag, Lady From the Sea, som är en fri bearbetning och modernare vidarediktning baserad på Ibsens pjäs, om en kvinnas längtan efter frihet. Pjäsen fick Skandinavienpremiär på Malmö stadsteater hösten 2005 under titeln Kvinnan från havet.